# Calin Rovinescu

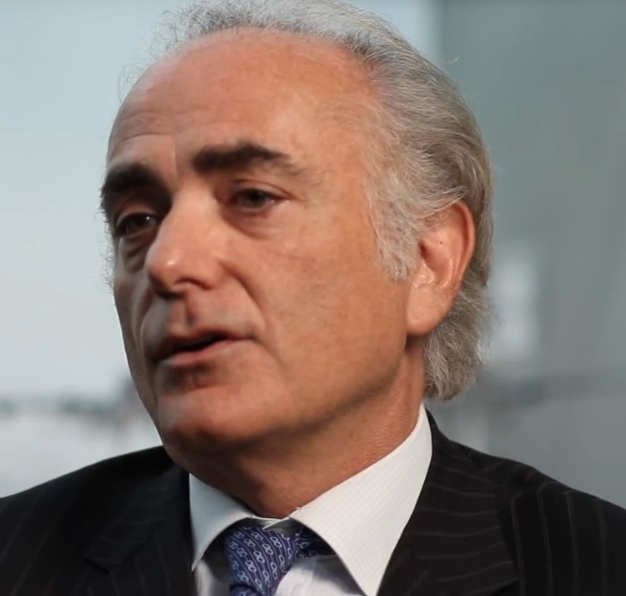
Calin Rovinescu (2015)

Calin Rovinescu (* 16. September 1955 in Bukarest, Rumänien) war ein kanadischer Unternehmer sowie vom 1. April 2009 bis zu seinem Rücktritt am 15. Februar 2021 Vorsitzender und  CEO der Air Canada, der größten Fluggesellschaft Kanadas.

## Leben

### Jugend
Calin Rovinescu wurde am 16. September 1955 in Bukarest in Rumänien geboren als Sohn von Ionel und Adriana Rovinescu. Im Alter von sechs Jahren immigrierte Calin Rovinescu mit seinen Eltern sowie seiner Schwester Olivia per Schiff nach Kanada. Sein Vater war Urologe und Chirurg, seine Mutter Lehrerin mit mehreren Master-Abschlüssen sowie Kenntnissen über chinesische Kultur. Die rumänisch-jüdische Familie wollte vor dem Antisemitismus und der Unterdrückung fliehen.

### Ausbildung
Im Jahr 1980 schloss Rovinescu sein Studium an der Universität Ottawa mit einem Bachelor of Laws ab. Im Jahr 1978 schloss er die Universität Montreal mit einem Bachelor of Civil Law ab. Im Jahr 1974 erhielt er an der McGill University das Quebec College Diploma. Im Jahr 2014 erhielt Rovinescu die Ehrendoktorwürde der Universität Ottawa und der Universität Montreal. Am 9. November 2015 wurde er Chancellor der Universität Ottawa.
Im November 2016 wurde Rovinescu mit Ehrendoktortiteln der Polytechnischen Universität Bukarest und der Concordia University in Montreal ausgezeichnet. Im Mai 2017 wurde Rovinescu mit einem Ehrendoktortitel der Universität Windsor ausgezeichnet.

### Arbeitsleben
Rovinescu kam im Jahr 2000 erstmals zu Air Canada als Executive Vice President Corporate Development & Strategy und arbeitete als Chief Restructuring Officer von 2003 bis 2004. Zwischen 2004 und seiner Rückkehr zu Air Canada im Jahr 2009, war Rovinescu Mitgründer einer Investmentbank.
Zusätzlich ist Rovinescu seit November 2012 Vorsitzender des Star Alliance-Verwaltungsrates, dem Kontrollorgan der Star Alliance, der weltweit größten Allianz von Fluggesellschaften mit Sitz in Frankfurt am Main.
Er ist auch ein Mitglied des Board of Governors der IATA, einer Handelsvereinigung, die um die 240 Fluggesellschaften repräsentiert. Vom Juni 2014 bis Juni 2015 hatte er die Rolle des Vorsitzenden inne.
Er ist auch Mitglied des Verwaltungsrates des Canadian Council of Chief Executives, einer Organisation, die aus den CEOs der größten kanadischen Unternehmen zusammengesetzt ist und alle Sektoren der kanadischen Wirtschaft repräsentiert.
The Globe and Mail's Report on Business-Magazin ernannte Rovinescu als den Canada’s best CEO of 2013. Im Jahr 2014 nannte die Financial Post Rovinescu als CEO of the Year.
Bevor er zu Air Canada kam, war Rovinescu Managing Partner der Montrealer Anwaltskanzlei Stikeman Elliott.
Im Jahr 2016 wurde Rovinescu als Canada's Outstanding CEO of the Year ausgezeichnet.